# 观州
观州，中国古代的州。
隋朝開皇九年（589年）置观州，治所在东光县（今河北省东光县），大业三年（607年）废观州。唐武德四年（621年）复置观州，治弓高县（今河北省东光县西北）。下辖弓高县、东光县、胡苏县、蓨县、阜城县、观津县、安陵县（今河北省吴桥县于集镇）。貞觀十七年（643年）廢观州。金朝大安年间，避金章宗完顏景諱，改景州为观州，治东光县。元世祖至元二年（1265年）改为景州，移治蓨县（今河北省景县）。
刺史
- 雷德备（621年）
- 刘君会（622年）
- 魏文博（武德、贞观年间）
- 独孤瑛（贞观初年）
- 李孝恭（637年）

唐朝武德元年（618年）改九门郡置观州，治所在九门县（今河北省石家庄市藁城区九门回族乡），下辖九门县、信义县、新市县。武德四年（621年）废除观州。
北宋大观元年（1107年）改南丹羁縻州置观州。治所在今广西南丹县东北，四年（1110年），复设南丹羁縻州。治所在高峰寨（今广西南丹县东南新州）。相当于现在的广西南丹县、凤山县、东兰县以及巴马县北部、天峨县东部。属于广南西路。南宋绍兴四年（1134年）废入宜州。